# Julio César Pinheiro
Julio César Pinheiro García (ur. 22 sierpnia 1976 w Itapevie) – meksykański piłkarz pochodzenia brazylijskiego występujący na pozycji ofensywnego pomocnika.

## Kariera klubowa
Pinheiro, z reguły ofensywny pomocnik, jednak mogący bez większego problemu występować również na skrzydle lub w ataku, urodził się w Brazylii, lecz większość kariery spędził w Meksyku, przyjmując tamtejsze obywatelstwo. Karierę piłkarską rozpoczynał w AD São Caetano jako osiemnastolatek, natomiast przez kolejne dwa sezony reprezentował barwy Guarani FC FC. Wiosną 1997 wyjechał do Meksyku, podpisując umowę z tamtejszą drużyną Club Celaya. W Primera División zadebiutował 18 stycznia w zremisowanym 1:1 spotkaniu z Veracruz, a premierowego gola strzelił 1 lutego w wygranej 3:0 konfrontacji z Atlasem.
W styczniu 1998 Pinheiro na zasadzie wypożyczenia zasilił drugoligowy hiszpański zespół CD Logroñés. Przez cały półroczny okres występowania w tym klubie był jego podstawowym zawodnikiem i zajął z nim miejsce tuż nad strefą spadkową w tabeli Segunda División. Po powrocie do Celayi spędził w niej jeszcze rok, po czym odszedł do stołecznego Cruz Azul. Jego barwy reprezentował przez kolejne cztery lata i niemal cały ten czas był jednym z najważniejszych piłkarzy w ekipie. W pierwszym sezonie – Invierno 1999 – wywalczył z nim wicemistrzostwo Meksyku, natomiast w 2001 roku zdołał dotrzeć do finału Copa Libertadores. Tam w dwumeczu jego drużyna nie sprostała jednak w serii rzutów karnych argentyńskiemu Boca Juniors, a sam Pinheiro przestrzelił decydującą jedenastkę. Ogółem w Cruz Azul zdobył 27 bramek w 131 spotkaniach.
Latem 2003 Pinheiro, niemieszczący się już w podstawowym składzie Cruz Azul, przeszedł do prowadzonego przez Meksykanina Javiera Aguirre hiszpańskiego klubu CA Osasuna. W Primera División zadebiutował 14 września w wygranym 1:0 meczu z Atlético Madryt i w 89. minucie tego pojedynku otrzymał drugą żółtą i w konsekwencji czerwoną kartkę. W klubie z Pampeluny spędził pół roku, rozgrywając sześć ligowych pojedynków, jednak aż pięć z nich w roli rezerwowego. W 2004 roku powrócił do Meksyku, gdzie podpisał umowę z Club Atlas, a później został piłkarzem brazylijskiego Ponte Preta z miasta Campinas, derbowego rywala swojego byłego klubu, Guarani FC.
W 2005 roku Pinheiro podpisał kontrakt z meksykańskim CF Monterrey, w którym spędził sześć miesięcy i w roli podstawowego piłkarza zdobył z nim wicemistrzostwo kraju w sezonie Apertura 2005. Później występował jeszcze w stołecznym Pumas UNAM, jednak bez większych sukcesów i przeważnie jako rezerwowy, natomiast latem 2006 znalazł zatrudnienie w japońskim Kyoto Sanga. Profesjonalną karierę zakończył w wieku 31 lat w brazylijskim Sertãozinho FC, grającego w lidze stanowej Campeonato Paulista.